# Burgersdijk (Westland)
Burgersdijk, ook wel of Perdik of Perdijk genoemd, is een buurtschap in de gemeente Westland, in de Nederlandse provincie Zuid-Holland. Zij ligt iets ten zuidoosten van De Lier.

## Geschiedenis
De Burgerdijkseweg, die door de buurtschap loopt, vormde samen met de Oude Campsweg vanaf de tiende eeuw de zuidelijke bedijking van de Lee. Deze functie verloor de dijk na de afdamming van de Lee in de dertiende eeuw. De Burgerdijkseweg was daarnaast de ontginningsas waar vandaan het achterliggende gebied, de latere Kralingerpolder, tot aan de Gaag werd ontgonnen. Het gebied tussen de Burgersdijkseweg en de Gaag werd verkaveld in smalle stroken van 60 roeden die deels nog herkenbaar zijn in het landschap. Aan de zuidkant van de Burgerdijkseweg kwamen een aantal boerderijen. Ondanks de aanwezigheid van de dijk werden de boerderijen gebouwd op huisterpen waarvan een aantal zijn verdwenen maar sommige nog aanwezig zijn. Vanuit Burgersdijk liep een kerkenpad naar De Lier, het Perdiksepad. Deze is sinds 2022 verdwenen.
Langs de dijk stond ooit het vierhoekige kasteel Boekestein en aan het eind van de dijk bij boerderij het Kraaiennest stond Diepenburg. Beide kastelen zijn waarschijnlijk verwoest tijdens de Hoekse en Kabeljauwse twisten.
Oorspronkelijk hoorde Burgersdijk bij de gemeente Maasland. De bevolking telde in 1840 nog 202 inwoners toen de grens tussen Maasland en De Lier nog in de Hoofdstraat lag. Gedurende twintig jaar bevond zich een schooltje in een van de panden in Burgersdijk. In 1887 werd het westelijke deel van Burgersdijk bij de gemeente De Lier gevoegd. Het merendeel van de inwoners van Burgersdijk kwam hiermee bij De Lier. In 2004 is het hele gebied bij de gemeente Westland gekomen na de gemeentelijke herindeling.
De Nederlands filosoof Franco Petri Burgersdijk heeft gewoond op boerderij Burgersdijk.

## Galerij

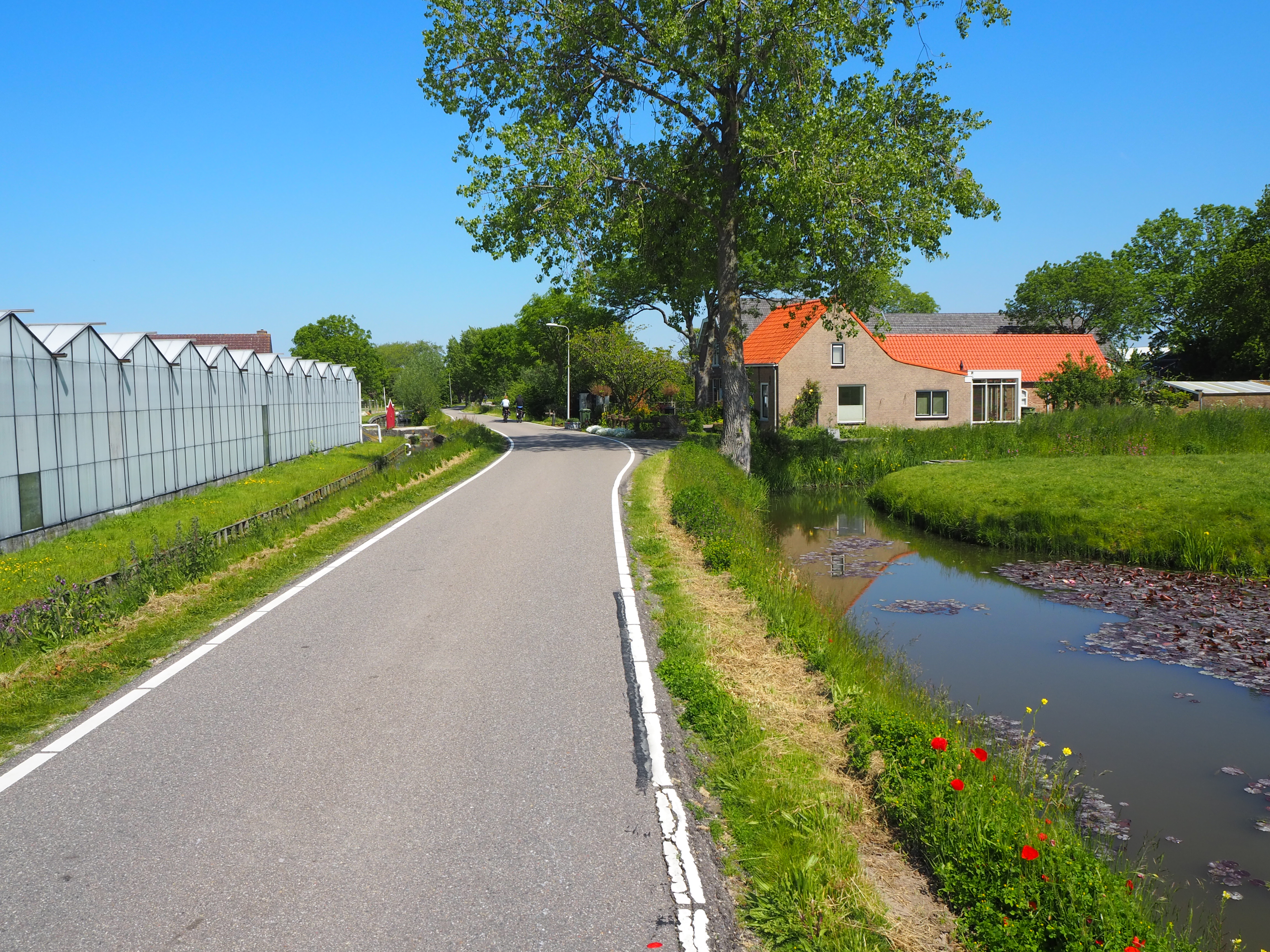
Burgerdijkseweg en links kassen
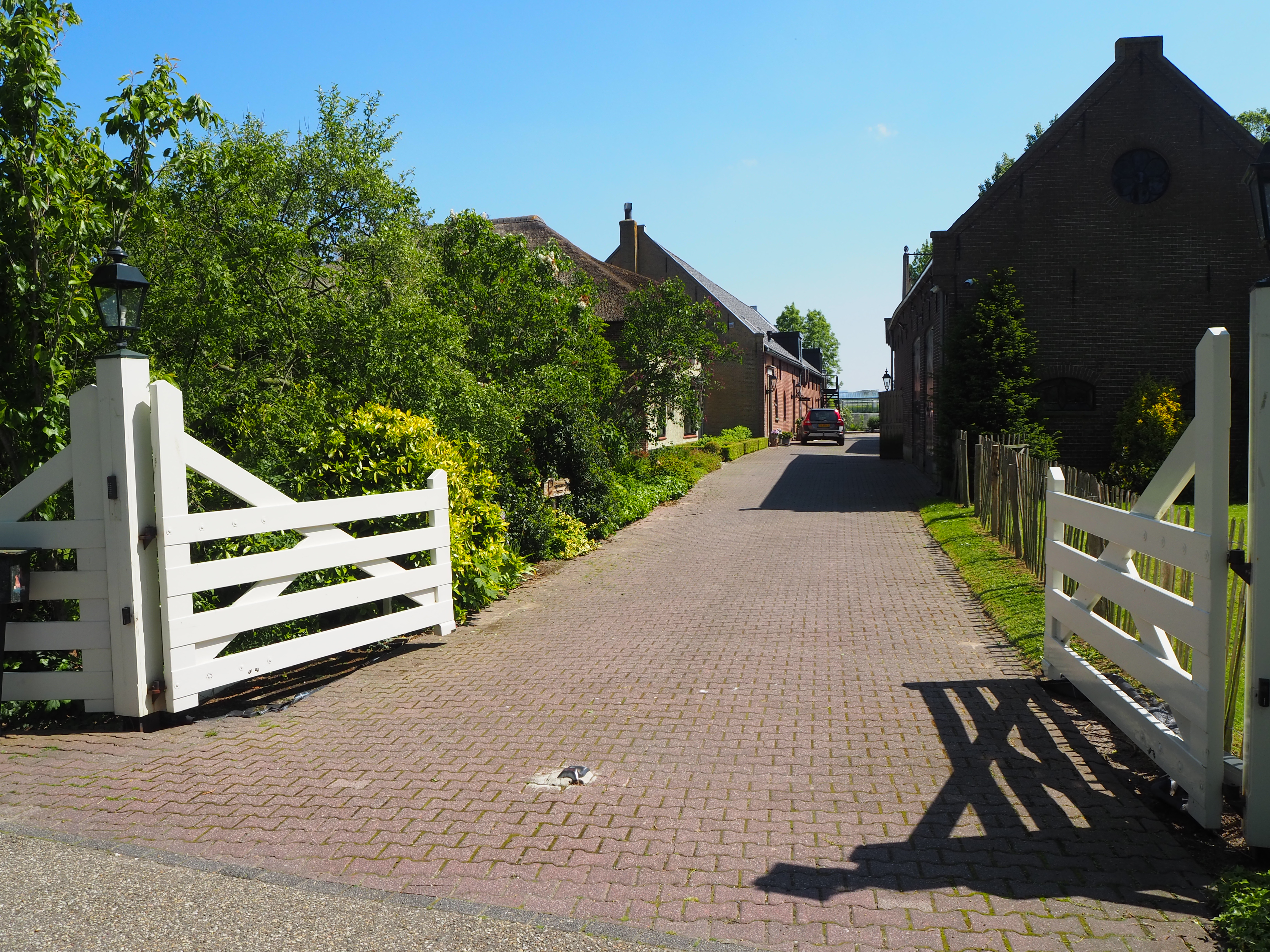
Boerderij Burgersdijk
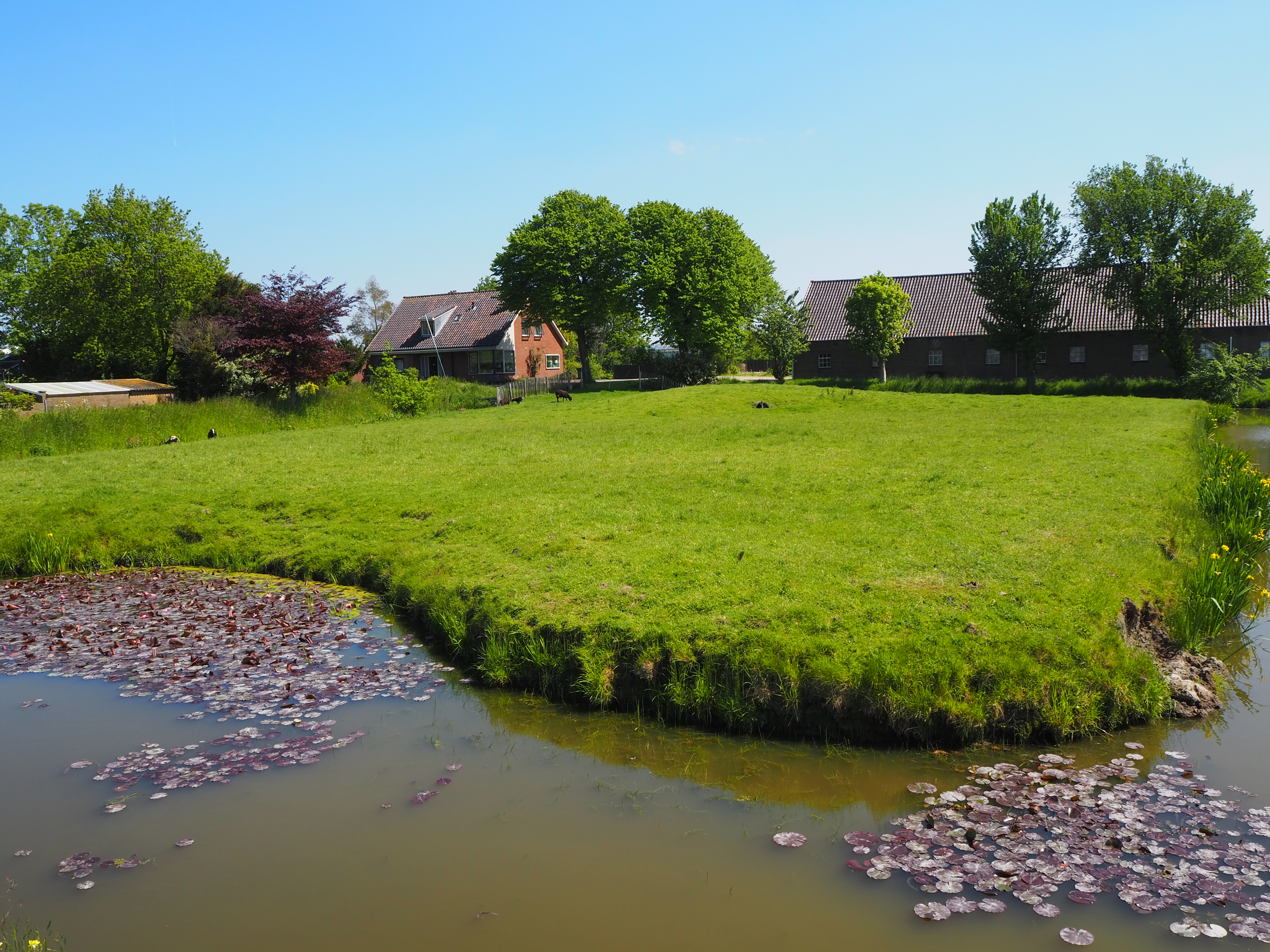
Boerderij langs de Burgerdijkseweg
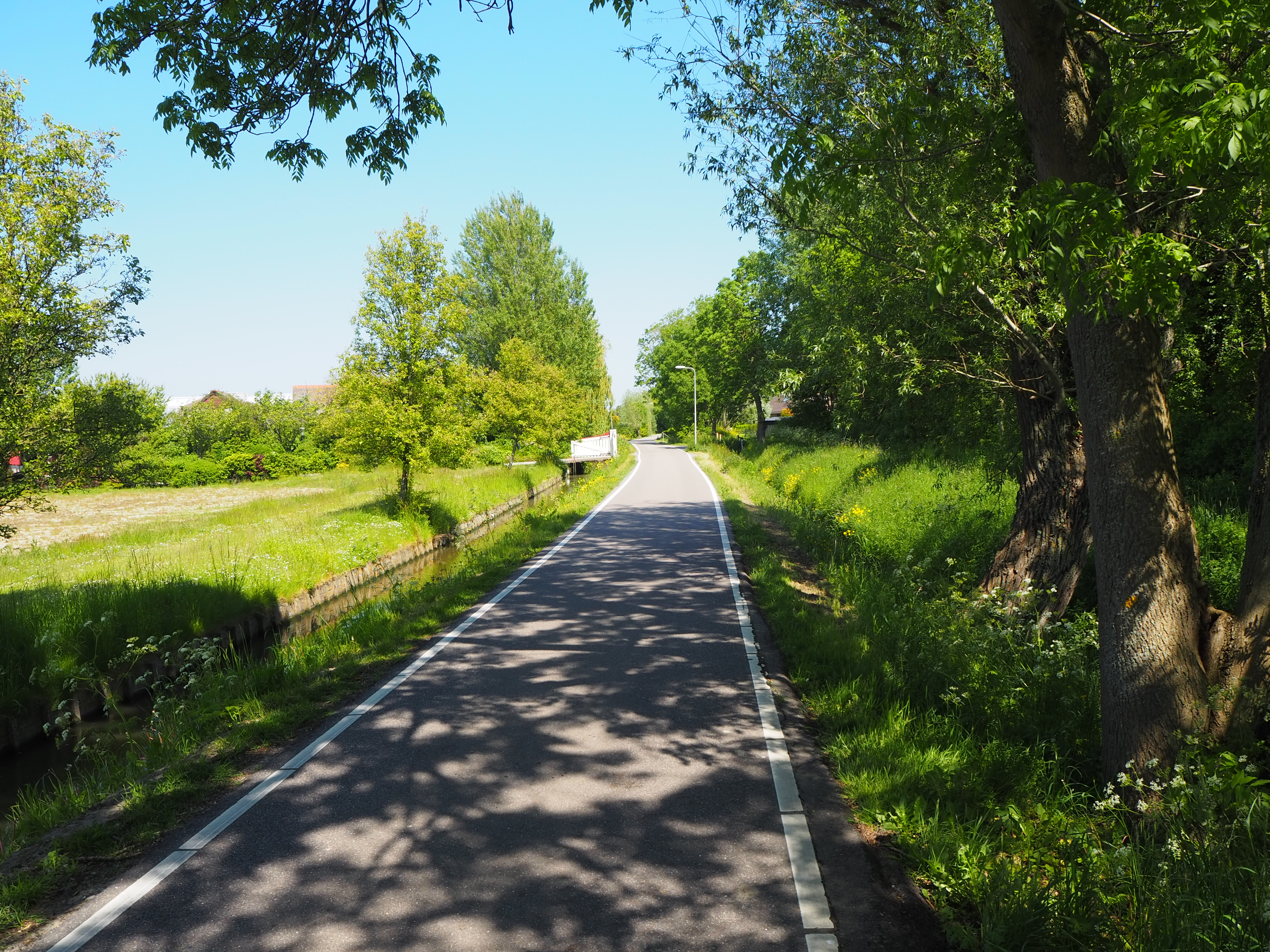
Burgerdijkseweg
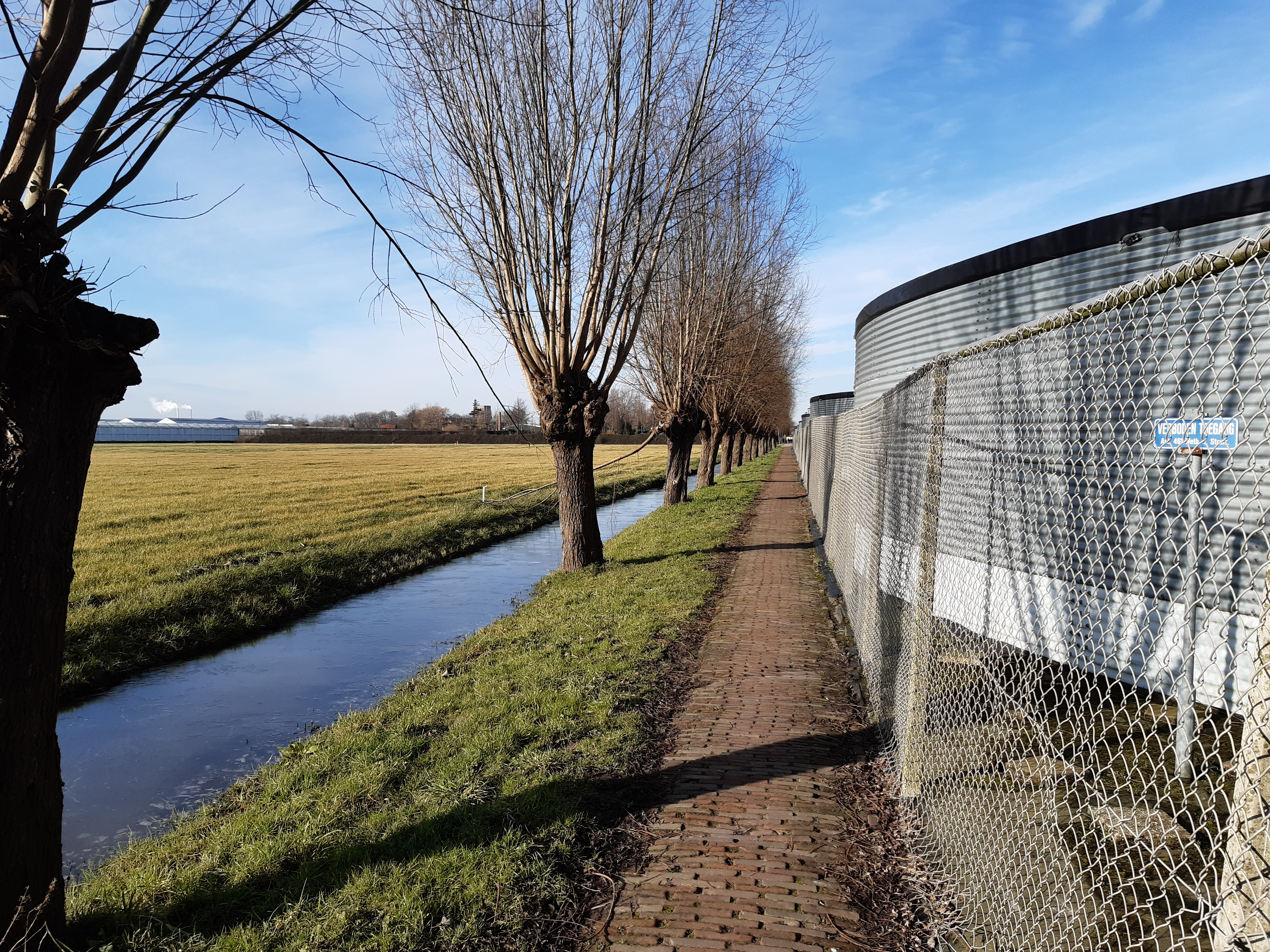
Het voormalige kerkenpad, het Perdiksepad, tussen de Burgerdijkseweg en De Lier.
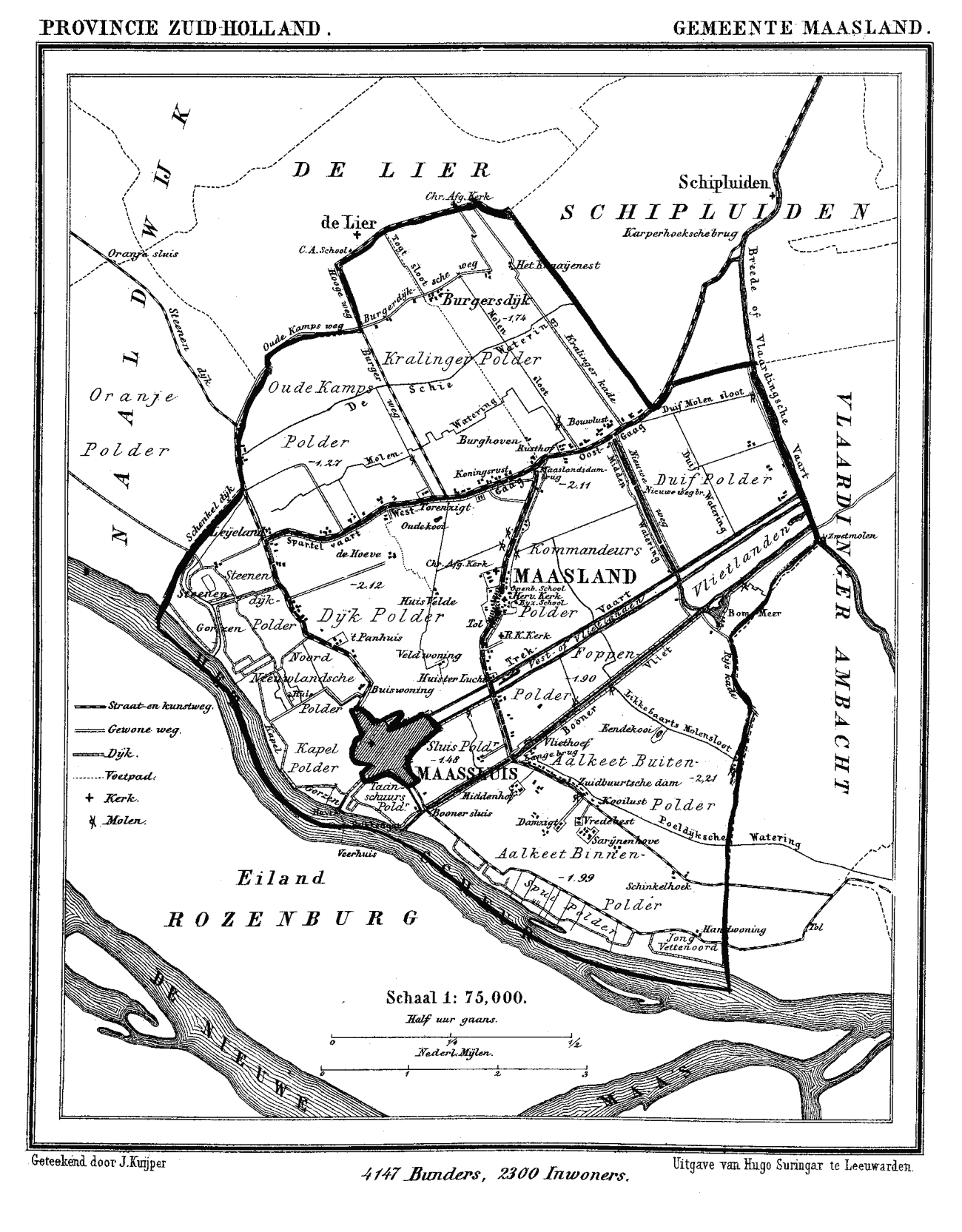
Burgersdijk bovenaan in 1867 op een kaart van de gemeente Maasland.